# Haid (Lupburg)
Haid ist ein Gemeindeteil des Marktes Lupburg im Landkreis Neumarkt in der Oberpfalz.

## Geografie
Haid liegt im Tal der Schwarzen Laber. Der Weiler liegt 26 Kilometer südöstlich der Stadt Neumarkt in der Oberpfalz sowie einen halben Kilometer südwestlich von Lupburg. 

## Geschichte

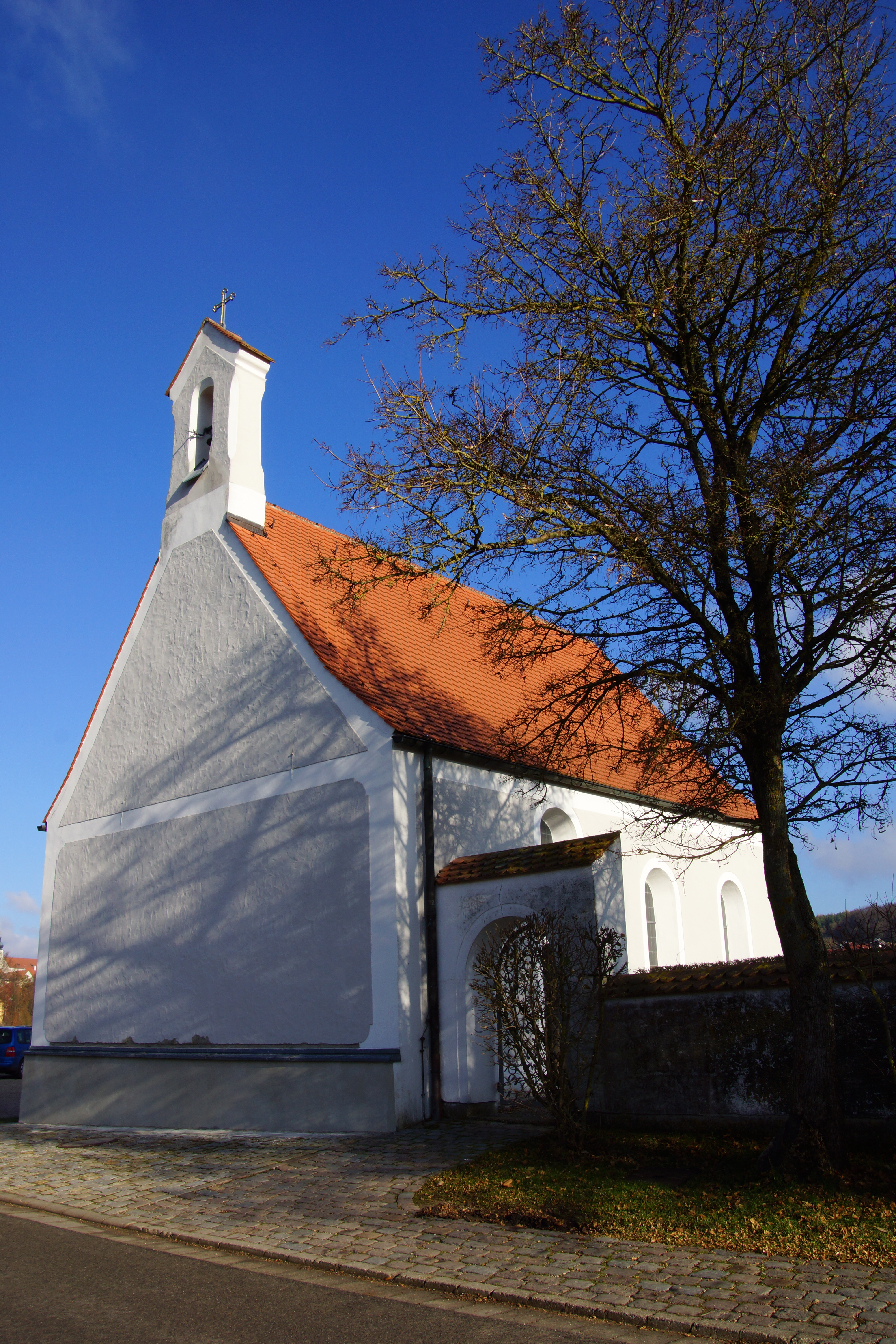
Die Friedhofskirche „St. Salvator“

Das bayerische Urkataster zeigt Haid in den 1810er Jahren als kleine Ortschaft mit fünf Herdstellen, die sich um einen Dorfteich gruppieren. Am östlichen Ortsrand befindet sich ein Friedhof, an dessen Nordwestecke die Kirche „St. Salvator“ liegt. Dieser Friedhof bildet seit Jahrhunderten die Begräbnisstätte für die Bürger von Lupburg. Im Jahr 1970 lebten 27 Einwohner in Haid, 1987 waren es 28.

## Baudenkmäler in Haidt
- Liste der Baudenkmäler in Haid